# Namae no nai hana
Namae no nai hana (名前のない花?) è il ventesimo singolo della rock band visual kei giapponese Plastic Tree. È stato pubblicato il 12 ottobre 2005 dall'etichetta major Universal Music.
Insieme al booklet, all'interno della custodia del CD sono contenuti come omake quattro cartoncini (ognuno dedicato ad un componente della band) con i primi quattro mesi del calendario del 2006; gli altri otto cartoncini sono contenuti nei singoli Ghost e Kūchū buranko.

## Tracce
Dopo il titolo è indicata fra parentesi "()" la grafia originale del titolo.
1. Namae no nai hana (名前のない花?) - 5:05 (Ryūtarō Arimura - Tadashi Hasegawa)
2. Paranoia (パラノイア?) - 4:27 (Ryūtarō Arimura - Akira Nakayama)
3. Namae no nai hana -Instrumental- (名前のない花-Instrumental-?) - 5:05 (Tadashi Hasegawa)

## Altre presenze
- Namae no nai hana:
  - 28/06/2006 - Chandelier
  - 13/07/2007 - What is "Plastic Tree"?

- Paranoia:
  - 13/07/2007 - What is "Plastic Tree"?
  - 05/09/2007 - B men gahō

## Formazione
- Ryūtarō Arimura - voce e seconda chitarra
- Akira Nakayama - chitarra e cori
- Tadashi Hasegawa - basso e cori
- Hiroshi Sasabuchi - batteria